# Moldava (fiume)
La Moldava (in italiano Mòldava o Moldàva; in ceco: Vltava; in tedesco Moldau) è un fiume dell'Europa centrale che scorre interamente nella Repubblica Ceca, di cui è il maggior corso d'acqua.

## Percorso e dati
Dopo la sorgente nella Selva Boema il fiume bagna Český Krumlov, České Budějovice e Praga (Praha), confluendo nell'Elba (Labe) a Mělník.
Il fiume è lungo 430 km per un bacino di circa 28000 km²; alla confluenza la Moldava ha una portata maggiore rispetto all'Elba, ma vi confluisce con un angolo quasi retto, tanto da sembrare  quest'ultima, sulle carte geografiche, come un affluente.

## Affluenti

### Alla destra orografica
- Jezerní potok,
- Menší Vltavice,
- Větší Vltavice,
- Jílecký potok,
- Maltsch,
- Lainsitz,
- Hrejkovický potok,
- Brzina,
- Musík,
- Mastník,
- Sázava,
- Botič,
- Rokytka

### Alla sinistra orografica
- Olšina,
- Strážný potok,
- Polečnice,
- Křemžský potok,
- Dehtářský potok, Bezdrevský potok,
- Otava,
- Kocába,
- Lipanský potok,
- Berounka,
- Šárecký potok,
- Zákolanský potok,
- Bakovský potok

## Eventi notevoli
- Nell'agosto 2002 un'alluvione del fiume provocò la morte di molte persone e causò seri danni.
- Il 3 giugno 2013 il fiume esondò presso Praga, provocando l'allagamento di parte del centro storico e la chiusura di 8 fermate della metro.

## Il fiume nella cultura
La Moldava ha dato il nome a un omonimo poema sinfonico del ciclo Má vlast ("La mia patria") del compositore ceco Bedřich Smetana. L'opera rappresenta un'evocazione del corso del fiume. Anche la poesia di Bertolt Brecht Canzone della Moldava cita il fiume. 
Dante Alighieri, nella Divina Commedia, cita la Moldava nel VII canto del Purgatorio, facendo dire a Sordello da Goito, a proposito di re Ottocaro II di Boemia:
(Dante Alighieri, Divina Commedia, VII canto del Purgatorio, 96 - 102)

## Galleria d'immagini

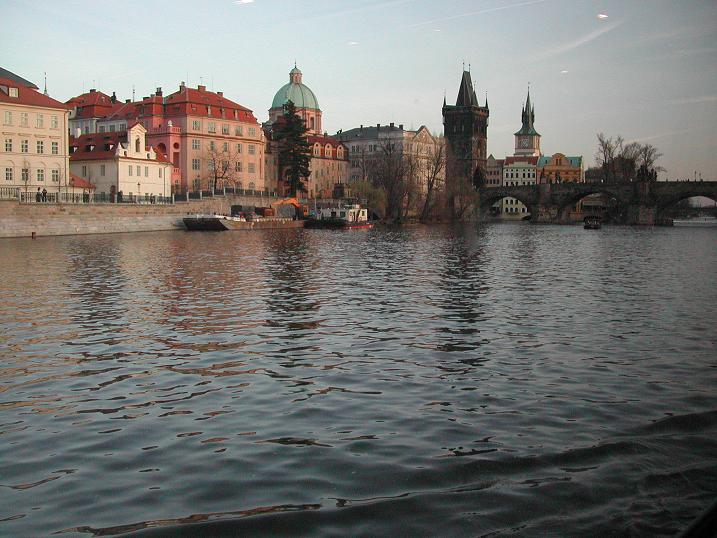
Crociera sulla Moldava
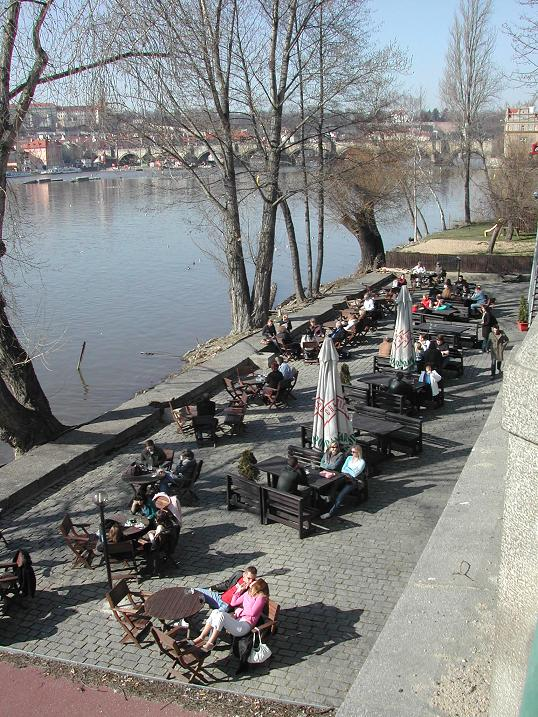
Tavolini all'aperto sulle rive del fiume
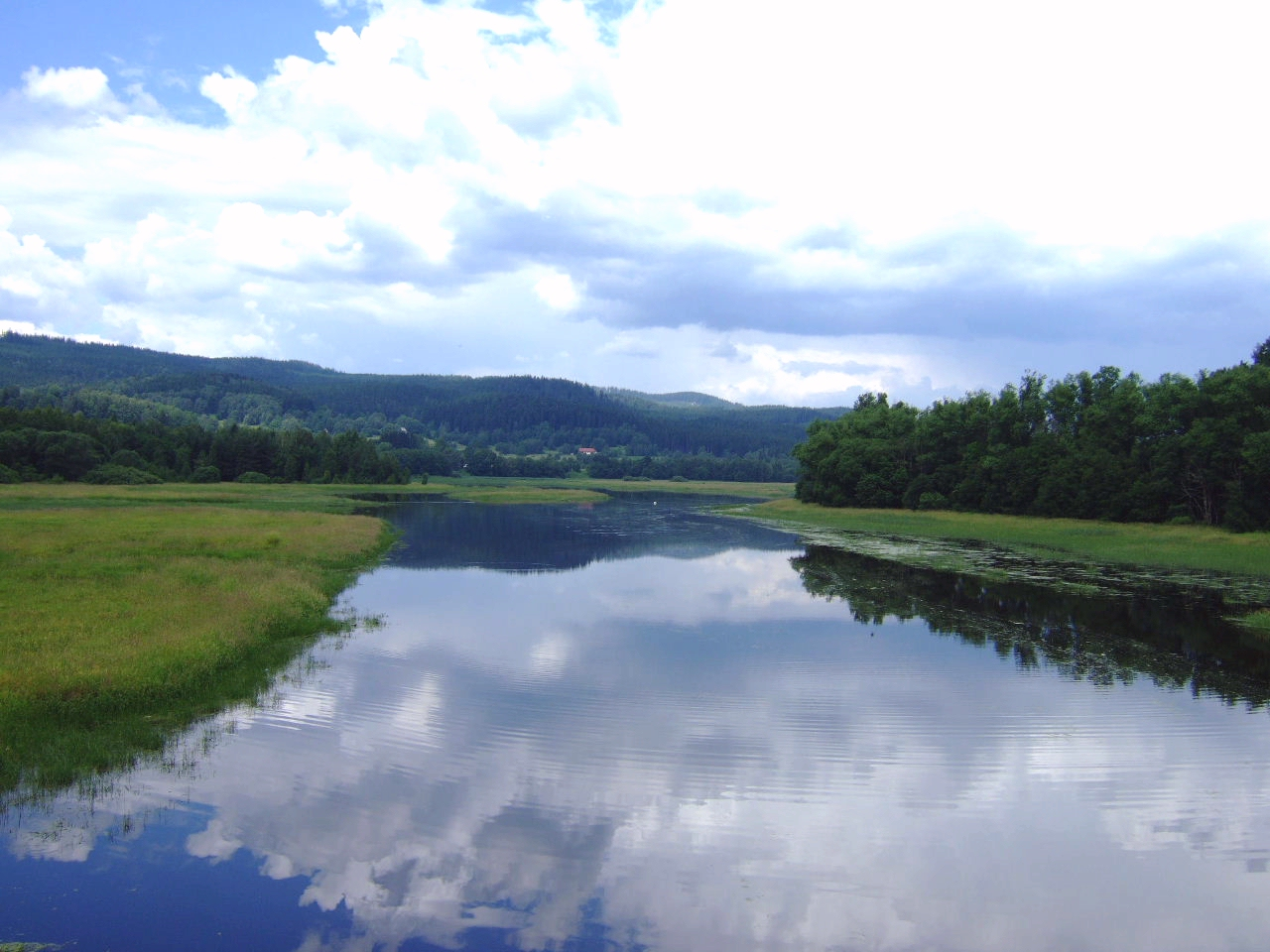
Estuario nel bacino Lipno
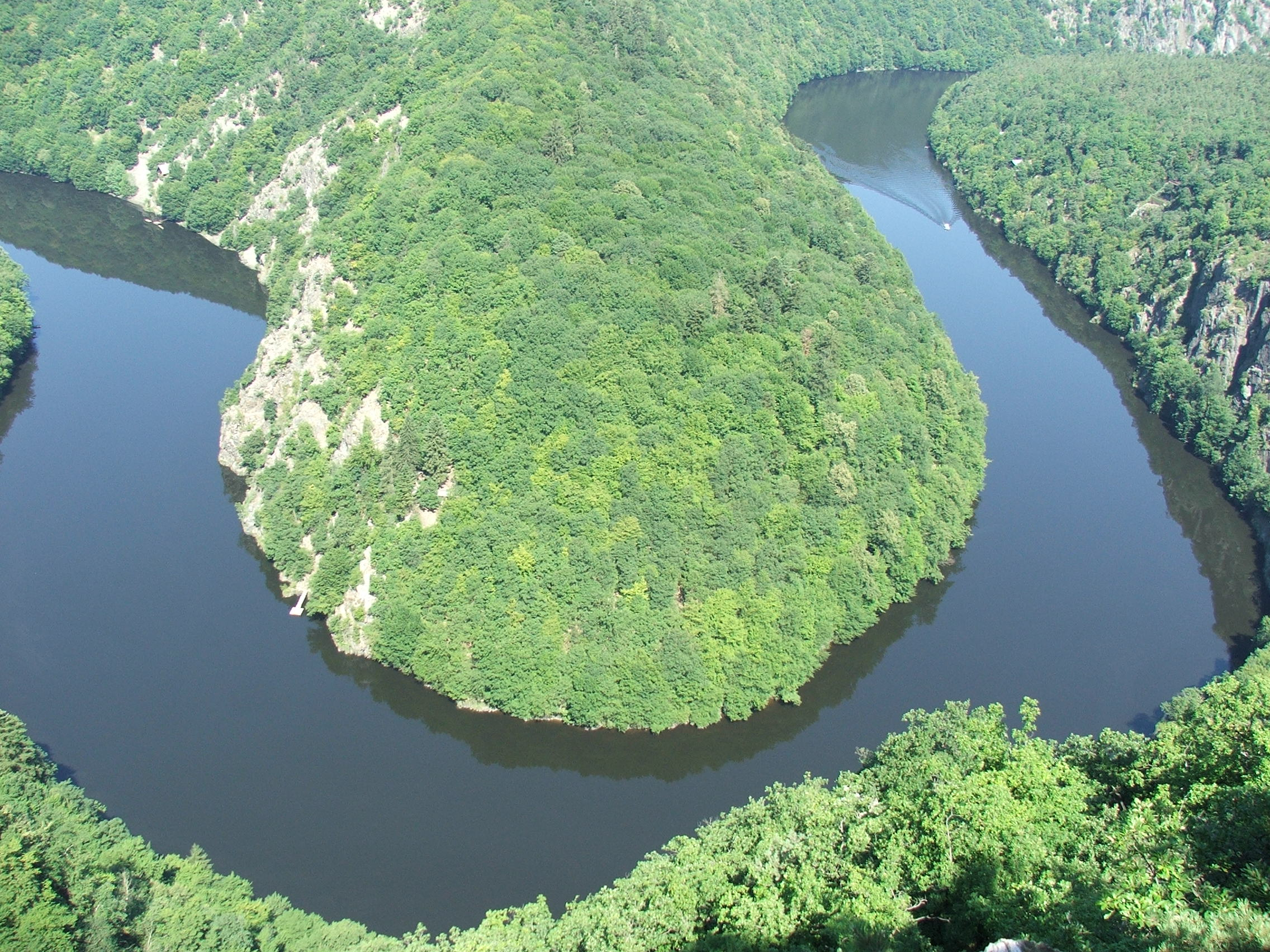
La Moldava nella riserva di Štěchovice
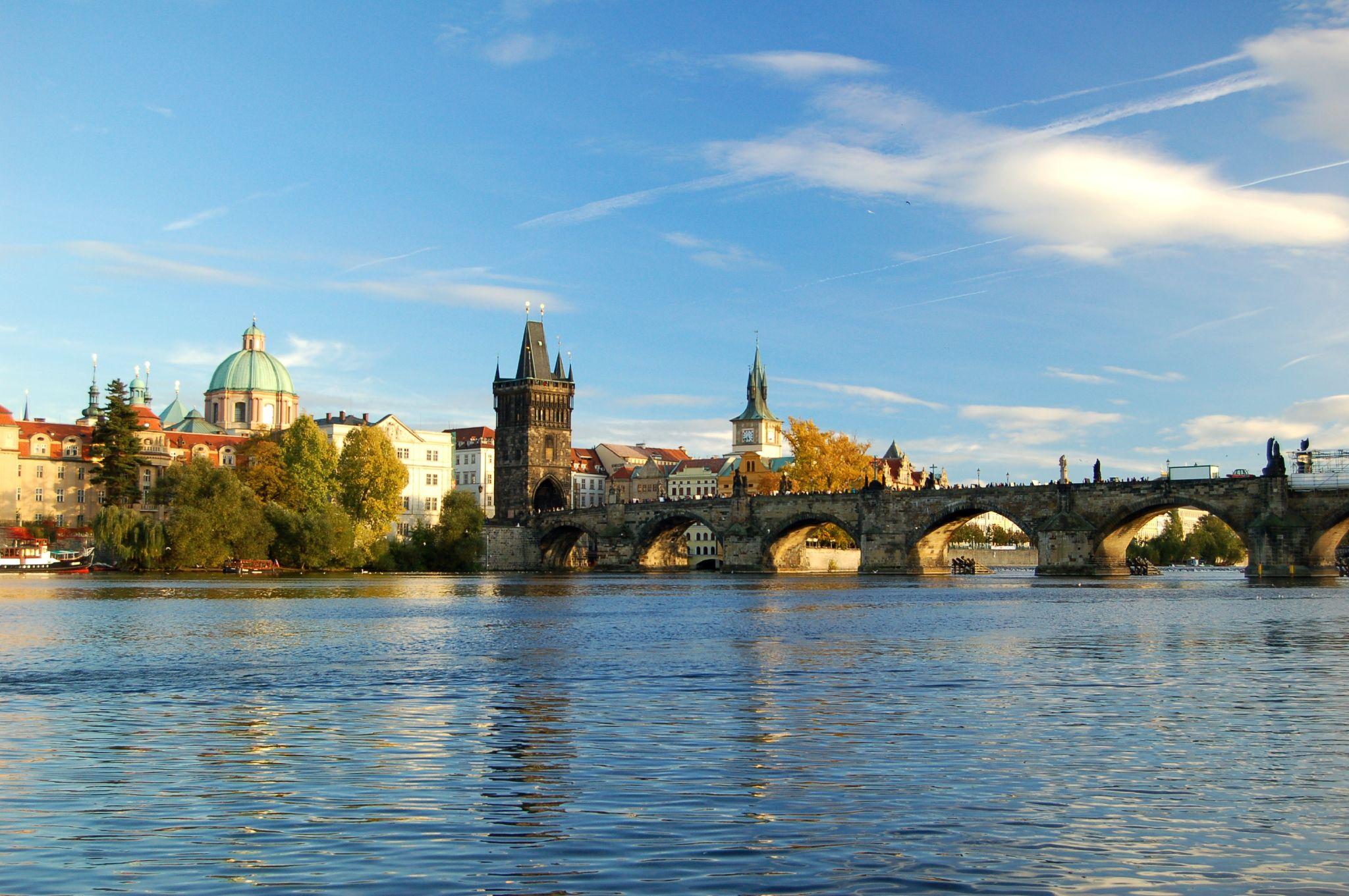
Ponte Carlo sulla Moldava
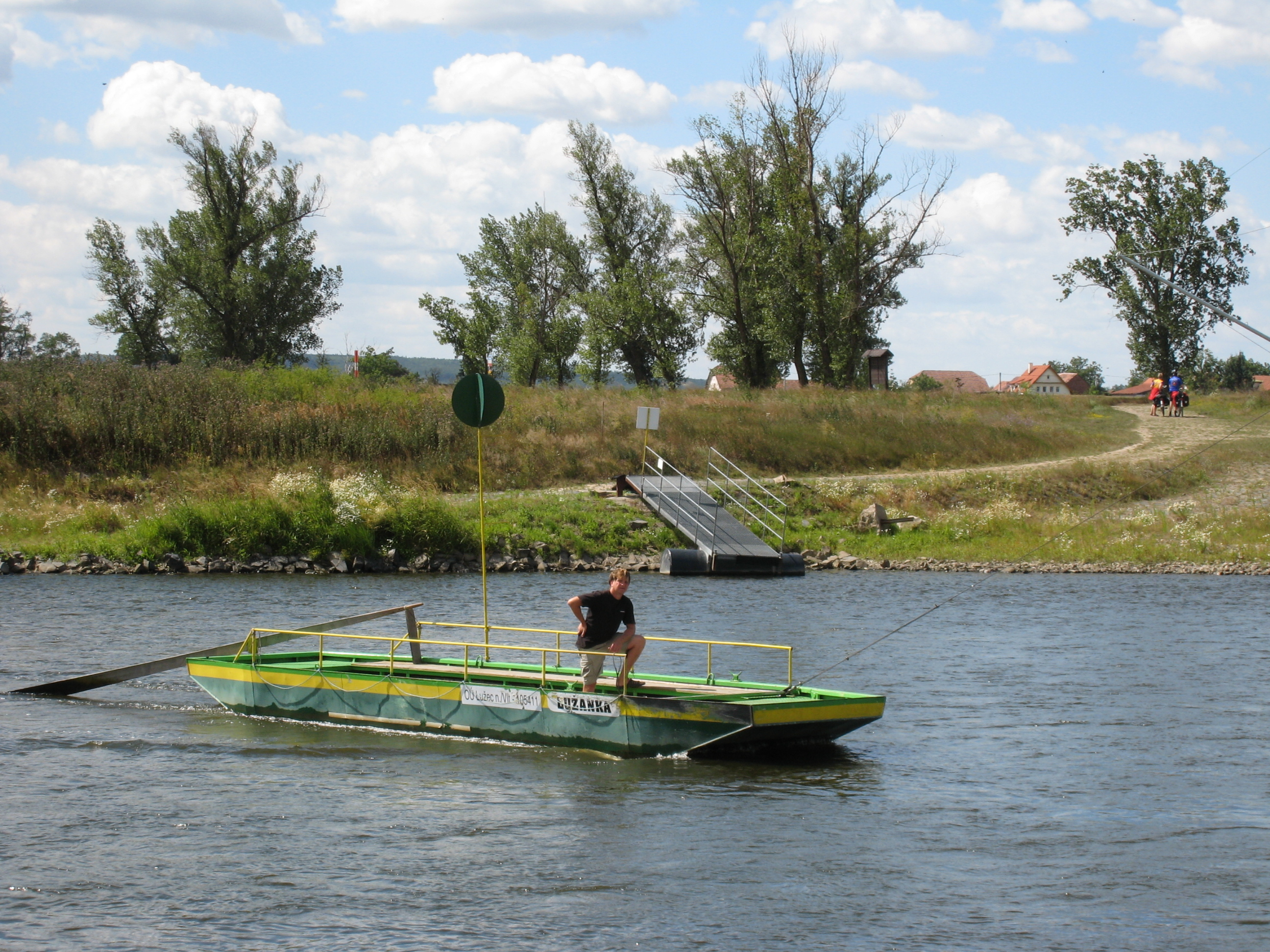
Navigazione sulla Moldava presso Mělník
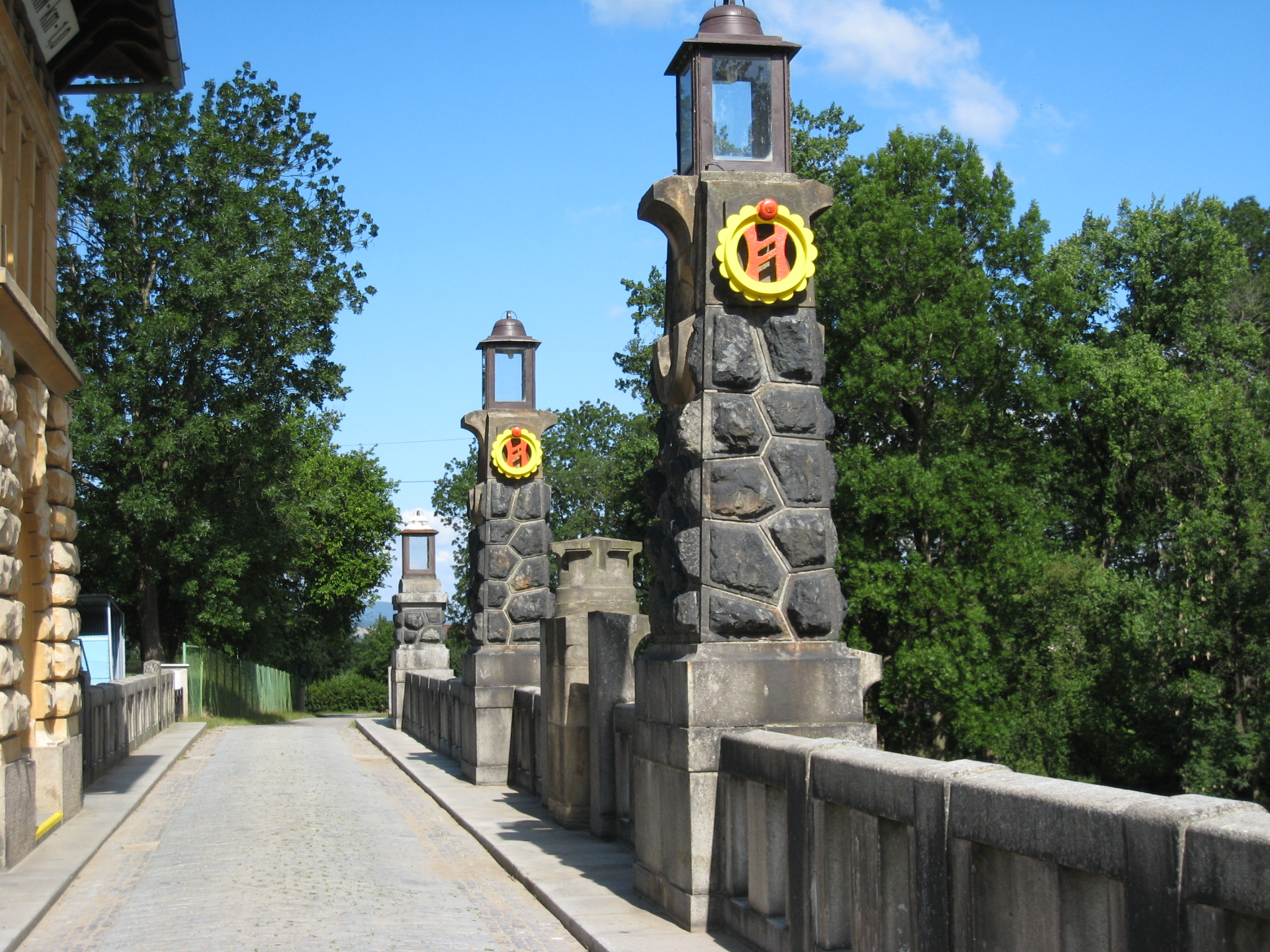
Chiuse sul Moldaukanal
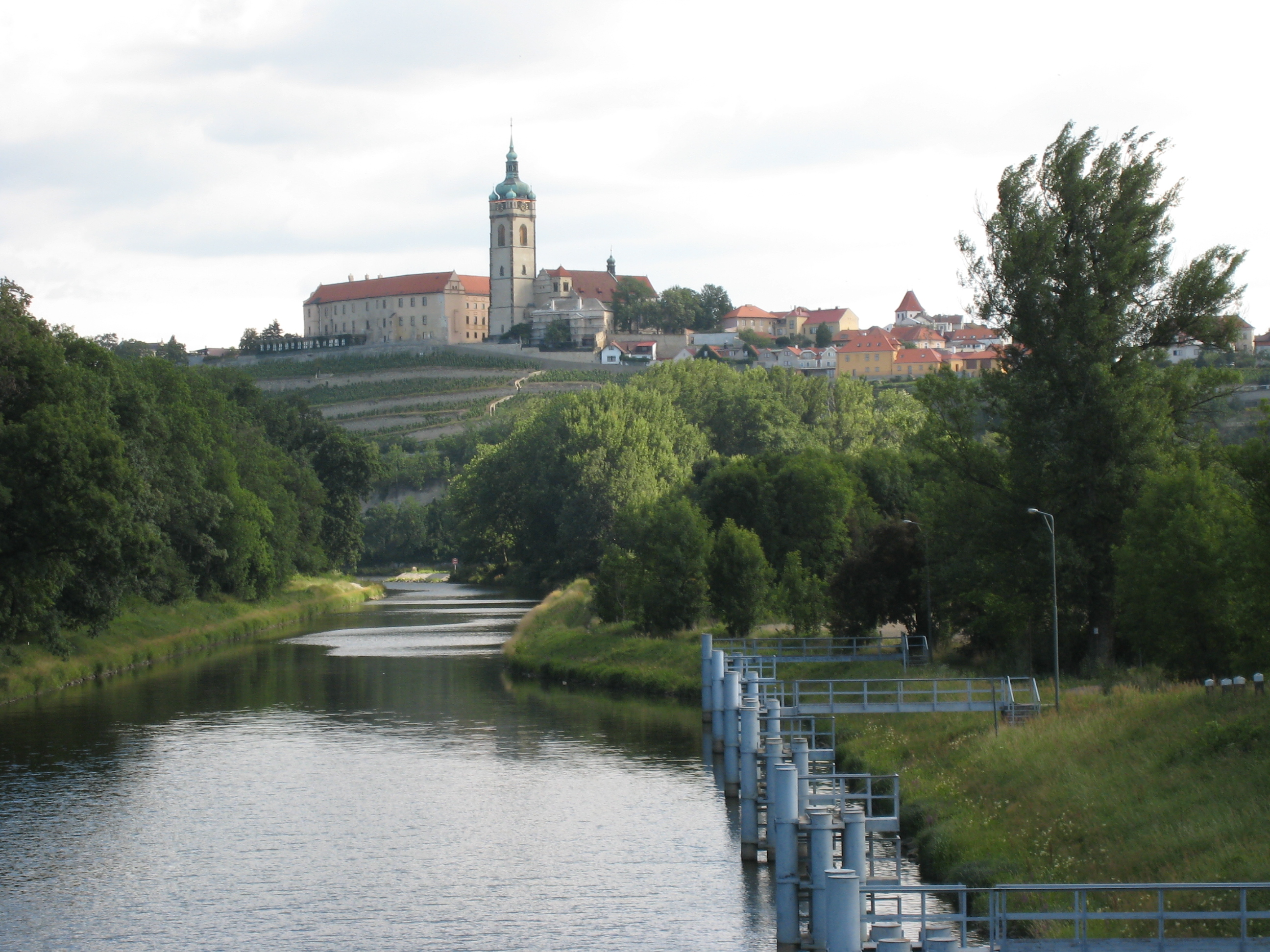
Il Moldaukanal Vraňany–Hořín presso Mělník
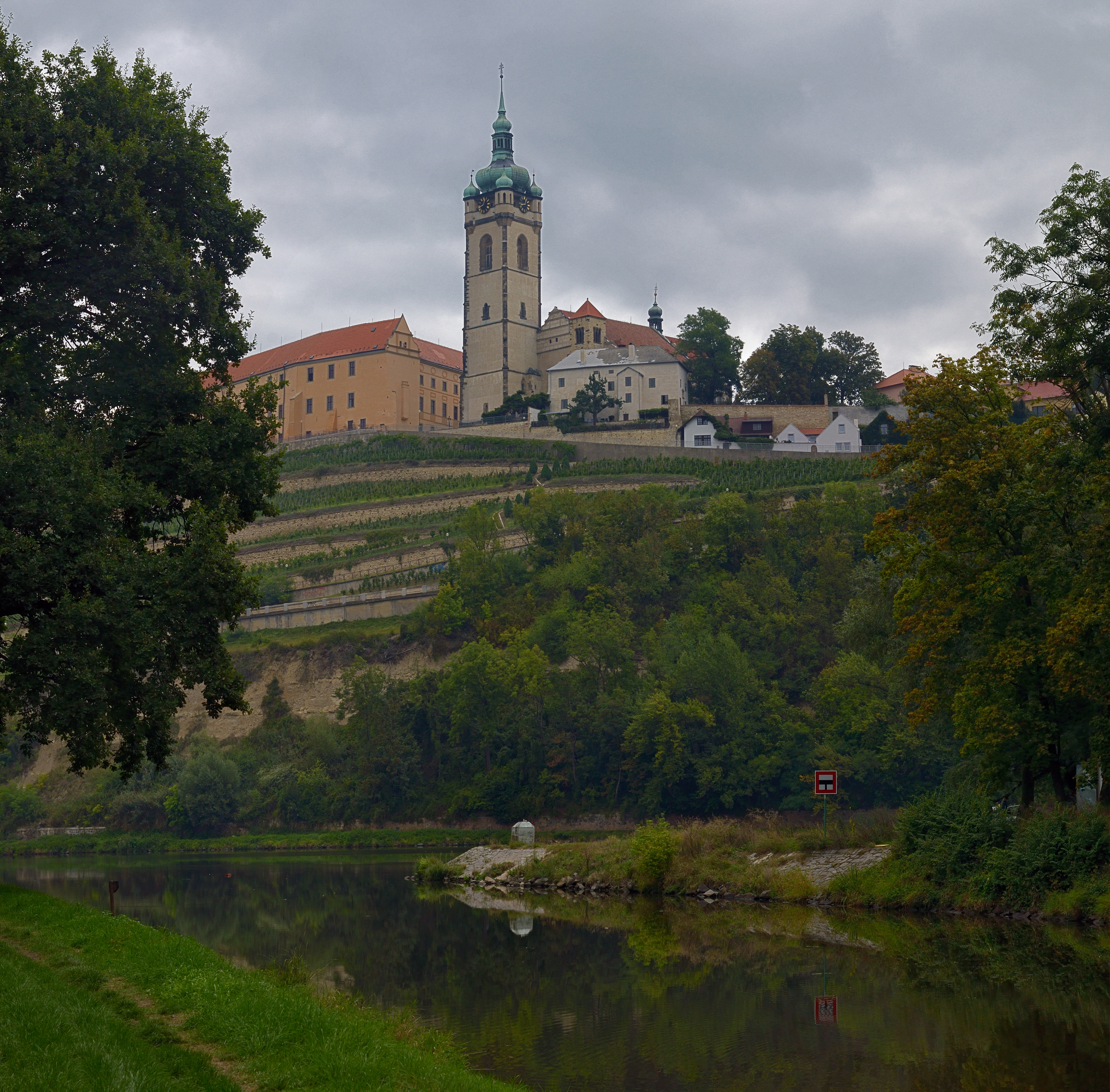
Castello sopra la confluenza della Moldava e Labe
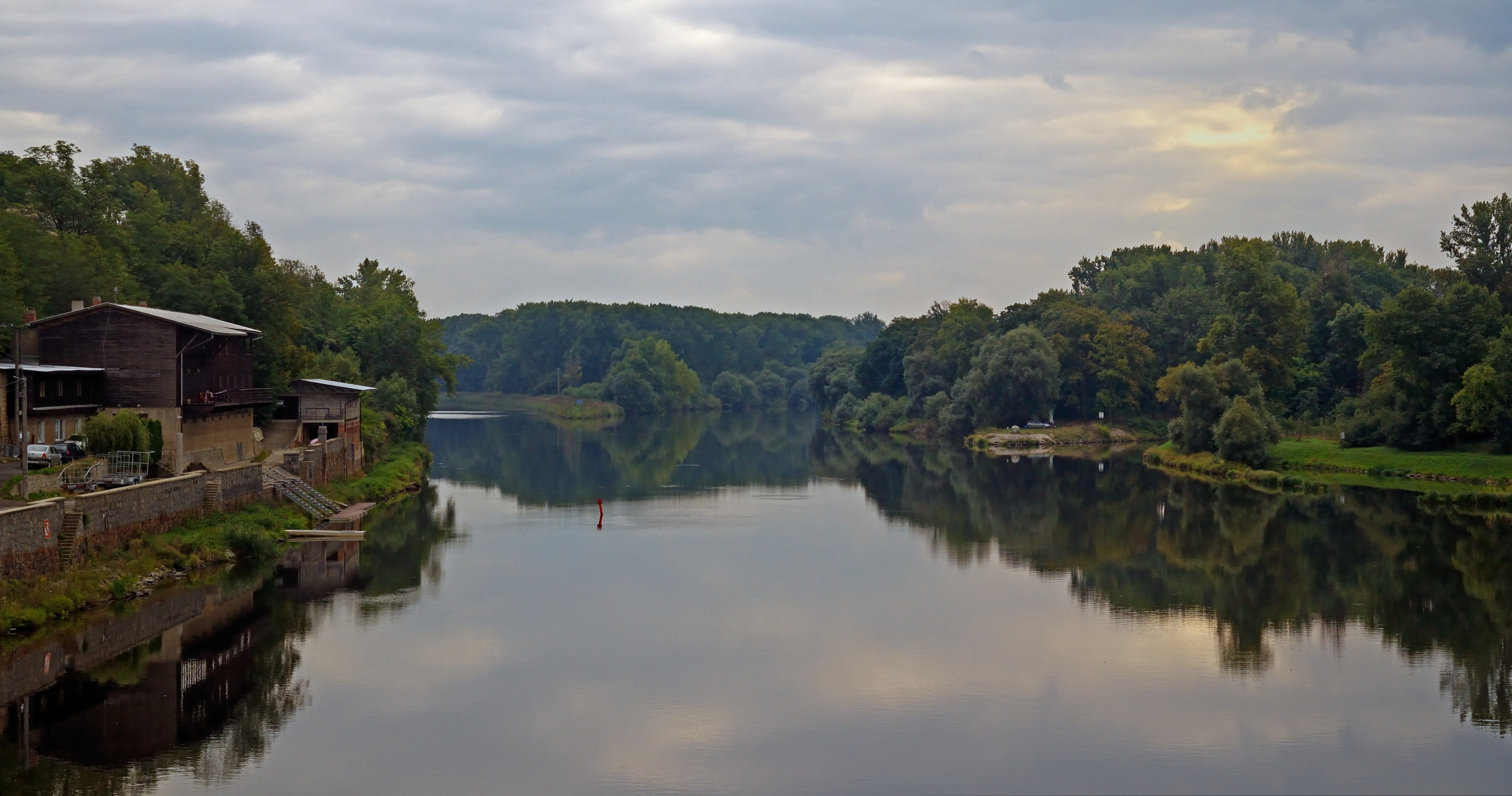
Confluenza della Moldava e Labe